# 阿格德內斯
阿格德內斯（挪威語：Agdenes）是挪威已撤销的市镇，存在於1896年至2020年間。

## 合併
2018年1月1日，阿格德內斯從原南特倫德拉格郡转移到新成立的特倫德拉格郡。2020年1月1日，阿格德內斯與奧克達爾、梅爾達爾等市镇，以及斯尼爾菲尤爾大部分地區合併設立奧克蘭市镇。